# Station Kasugihan
Kasugihan is een spoorwegstation in de Indonesische provincie Midden-Java.